# Kazuya Mishima
Kazuya Mishima (en japonés: 三島 一八) es un personaje ficticio Japonés de la saga de juegos de lucha Tekken. Hace su primera aparición en Tekken como protagonista, apareciendo en la mayor parte de juegos de la saga, exceptuando en Tekken 3.
Kazuya es el hijo del malévolo y despiadado jefe de la Mishima Zaibatsu, Heihachi Mishima. A raíz de sufrir un intento de asesinato a manos de su padre siendo niño, Kazuya despertó el denominado «Gen Diabólico», heredado de su madre Kazumi, quien fue la primera en la familia en poseerlo. Kazuya se ve poseído por este gen, despertando una personalidad cruel y despiadada.
A lo largo de la saga se ha proclamado campeón del Primer Torneo del Rey del Puño de Hierro, siendo el promotor del segundo, estando ausente en el tercero, finalista del cuarto y desconociéndose su participación en el quinto y el sexto, para acabar finalmente con su padre en el Séptimo Torneo y tomar el control y ser el promotor del Octavo Torneo.

## Diseño
El personaje de Kazuya es representado como un hombre de alta estatura, pelo oscuro erizado típico del linaje Mishima y un rictus serio y adusto. A raíz de la caída que sufre a manos de su padre, Kazuya posee una gran cicatriz en el pecho que le cubre desde la parte superior del pecho izquierdo hasta el bajo vientre. Tras ser arrojado a un volcán por Heihachi al final del videojuego Tekken 2, Kazuya adquiere una serie de cicatrices por todo el cuerpo. La manifestación de la posesión del Gen Diabólico se da en su ojo izquierdo, al adquirir su iris un tono rojo. Según declara el propio Katsuhiro Harada, el apellido familiar fue tomado del célebre escritor japonés Yukio Mishima, al igual que su apariencia[cita requerida].
En cuanto a su papel, el diseño del personaje fue realizado siguiendo los estereotipos del protagonista de un videojuego de lucha japonés, semejante al de Ryu de la saga de lucha Street Fighter. Sin embargo, con el tiempo fue evolucionando hasta adquirir la condición de antihéroe, e incluso villano de la saga. Tras ser el protagonista del primer videojuego Tekken, para el videojuego Tekken 2 adquiere el papel de antagonista, encontrándose ausente en el Tekken 3 y regresando para Tekken 4 con el rol de antihéroe. El productor de la saga Tekken, Katsuhiro Harada, definió a Kazuya como un personaje de «genuina maldad», en contraposición a su padre Heihachi que identificaría como «un humano malvado». Se especula que una de las inspiraciones para Kazuya, es Vegeta de la saga Dragon Ball Z, debido a que el personaje hace recordar mucho a Vegeta, sin embargo, esto no pasa de ser una mera especulación ya que Namco nunca ha confirmado nada. Aun así, hay notorias relevancias entre el personaje de Kazuya y Vegeta. La razón podría ser la naturaleza misma del primero, ya que desligándose progresivamente de la imagen de héroe con la que fue concebido (como Ryu) su personalidad fue cambiando o evolucionando hacia su total controversia y de este modo, su actitud también a sufrido cambio. Llegando a este punto la posibilidad de haber tomado el modelo de Vegeta es altamente probable debido a la popularidad de dicho personaje.
Su personalidad es acorde al papel que desempeña dentro de la saga. Si bien comienza con los rasgos típicos del protagonista de videojuego de luchas japonés, en Tekken 2 ya adquiere una personalidad cruel, arrogante y egocéntrica fruto de la influencia del Gen Diabólico en su interior. Al final del videojuego Tekken 2, con la lucha entre su «lado bueno» representado por Angel, y su «lado malo» representado como Devil, con la victoria de este último parece haberse erradicado cualquier rasgo de bondad que hubiera quedado en él, limitándose a ciertos destellos cuando está cerca de determinadas personas o situaciones.

### Estilo de lucha
Kazuya Mishima practica el denominado «kárate estilo Mishima» (三島流喧嘩空手 Mishima-ryū Kenka Karate), una variación ficticia del kárate tradicional. El productor Katsuhiro Harada declaró que Kazuya es el personaje más difícil de emplear en Tekken, recomendando que fuera empleado solo por aquellos jugadores que ya contaran con una buena base dentro del videojuego, debido a la complejidad de algunos de sus movimientos, advertencia que también realiza el portal  Famitsū. Asimismo, Kazuya sería uno de los personajes más poderosos, acorde a la versión de los más destacados jugadores, según declara el propio Harada.
El personaje de Kazuya Mishima está diseñado para castigar los errores del oponente, con multitud de combos a diferentes alturas a distancias medias y cortas. Su jugabilidad ha sido catalogada como «complicada, a la vez que simple».

## Historia

### Orígenes
Kazuya Mishima fue el primer y único hijo biológico de Heihachi Mishima y Kazumi Mishima. Heihachi, hombre despiadado y cruel, y maestro de artes marciales sometía a brutales entrenamientos y castigos a Kazuya en su infancia, pues estaba obsesionado con no tener un hijo débil que lo sucediera como líder de la Mishima Zaibatsu, el más poderoso conglomerado mundial. Heihachi incluso llegó a adoptar a un niño llamado Lee Chaolan con el objetivo de que Kazuya se sintiera inspirado por la idea de tener un rival.
Cierto día, Heihachi decidió someter a Kazuya a la prueba definitiva: lo arrojó por un acantilado, esperando que no solo sobreviviera, sino también que supiera escalar de nuevo la cumbre. Este argumento se ha mantenido durante toda la saga hasta la llegada de Tekken 7. La verdadera razón por la cual Heihachi arrojó a Kazuya por el acantilado se debe a que tiempo después de que el matara a su esposa Kazumi en defensa propia, posteriormente a que ella le dijera sus verdaderas intenciones de matarlo y revelar ante el su lado demoníaco herencia del linaje Hachijo, Heihachi pensó que su hijo también heredó la maldición del gen diabólico por lo cual decide arrojar a Kazuya por el acantilado para despejar sus dudas al respecto después Kazuya moribundo, despertó por primera vez su Gen Diabólico, herencia de su madre Kazumi y de los Hachijo lo que le permitió sobrevivir a la caída. Sin embargo, Kazuya no regresó junto a su progenitor, sino que fue dado por muerto. Kazuya juró vengarse de su padre algún día, y empezó a entrenar para ello.
Kazuya pronto se convirtió en un auténtico maestro de las artes marciales, disputando torneo tras torneo y acumulando victoria tras victoria; únicamente concedería un empate ante Paul Phoenix, quien sería su primer gran rival.

### Tekken
Cuando Kazuya contaba con 26 años de edad, El Heihachi convocó el Torneo del Rey del Puño de Hierro con la intención de enfrentarse a fuertes oponentes que le supusieran un desafío. Kazuya observó en esto su oportunidad de enfrentarse de nuevo a su padre, de modo que se inscribió.
En el torneo, Kazuya derrotó a su viejo rival, Paul Phoenix, tras una dura pelea. Una vez superadas las rondas previas, antes de enfrentarse a su odiado padre debía confrontar a Lee Chaolan, el cual quería demostrarle a su padrastro su valía, en orden de ser proclamado su heredero de la Mishima Zaibatsu; tras vencer a Lee, Kazuya llegó a la final donde se topó finalmente con su progenitor. Con sus poderes del Gen Diabólico, Kazuya fue capaz de vencer a Heihachi. Como culminación de su venganza, Kazuya arrojó a Heihachi por el mismo acantilado del que años atrás lo había hecho él. Asimismo, Kazuya se convirtió en el nuevo líder de la Mishima Zaibatsu.

### Tekken 2
Kazuya no demostró ser más compasivo que su padre. Las políticas de Kazuya Mishima como líder del imperio financiero vinieron acompañadas de toda serie de actos ilegales y perversos: asesinatos, secuestros, puesta en práctica de toda clase de experimentos genéticos y cibernéticos ilegales, comercio de especies exóticas, etc. Este comportamiento evidenciaba la gran influencia del Gen Diabólico en su ser.
Dos años después de derrotar a su padre en el pasado torneo, de repente llega a sus oídos que Heihachi sigue vivo, por lo que decide patrocinar un nuevo Torneo del Rey del Puño de Hierro con el objetivo de atraer a su progenitor. Como forma de asegurar su seguridad durante el torneo y, de paso, despachar a posibles contrincantes, contrata a la asesina profesional Anna Williams (hermana de Nina Williams), a Bruce Irvin y al luchador de sumo Ganryu como guardaespaldas.
Durante el torneo, Kazuya conoce a una policía llamada Jun Kazama, quien se había inscrito en el torneo con el objetivo de investigar las actividades ilegales cometidas por la Mishima Zaibatsu. Jun despierta en Kazuya un «lado bueno», manifestación del amor que siente por ella, que se enfrenta al «lado malo» del Gen Diabólico, representado por Devil.
Heihachi consigue llegar a la final del torneo. Padre e hijo vuelven a enfrentarse, pero debido al enfrentamiento interno entre sus dos mitades que sufría Kazuya, esta vez es derrotado. Sin embargo, Devil triunfa y se apodera del cuerpo de Kazuya. Pese a ello, Devil Kazuya es derrotado por Heihachi, el cual arroja su cuerpo a un volcán para asegurarse de que Kazuya no regrese jamás. Mientras tanto, el espíritu del Gen Diabólico trata de apoderarse de Jin, el hijo nonato de Kazuya, sin embargo, es expulsado por Jun, la cual se marcha lejos de las garras de Heihachi para criar a su retoño.

### Tekken 4
20 años después de los sucesos de Tekken 2, los restos de Kazuya son encontrados por una compañía llamada Corporación G, la cual devuelve a la vida a Kazuya. Este les permite investigar a cambio su Gen Diabólico, creyendo que esto le permitiría obtener control total del mismo. Heihachi, sospechando que la Corporación G podría haber hallado una nueva misteriosa forma de vida, envía a las Fuerzas Tekken a atacar las bases de la Corporación en Nebraska y en Nepal. En Nepal, los soldados de las Fuerzas Tekken son brutalmente rechazados por el propio Kazuya, que lanza un desafío abierto a su padre. Furioso y confuso, Heihachi decide convocar un nuevo Torneo del Rey del Puño de Hierro para atraer a su hijo.
En el torneo, Kazuya debía enfrentarse a Jin Kazama, su hijo, pero este no acudió al combate. Sabiendo que Heihachi estaría detrás de su desaparición, acude al combate final. Kazuya y Heihachi vuelven a enfrentarse 20 años después; Kazuya le reclama a su padre que le diga el paradero de Jin, pero Heihachi se niega a menos que lo derrote. Tras la pelea, Heihachi guía a Kazuya hasta Hon-Maru, un templo donde Heihachi mantiene cautivo a Jin.
Nada más ver a su hijo, Kazuya despierta su Gen Diabólico y noquea a su padre con facilidad. Kazuya despierta entonces a Jin, que se hallaba sumido en un extraño trance. Tras una serie de convulsiones, Kazuya recupera el control de sí mismo, viéndose que ahora es capaz de controlar el Gen Diabólico. Jin, lleno de odio y rencor contra todo lo que representa su propia estirpe, se lanza contra su padre. Kazuya y Jin pelean, saliendo vencedor este último y dejando inconsciente a Kazuya.

### Tekken 5/Tekken 5: Dark Resurrection
Kazuya y Heihachi son emboscados en Hon-Maru por una horda de Jack-4, una serie de robots androides fabricados por la Corporación G. Kazuya y Heihachi, en un principio, combaten codo con codo contra los Jack-4, pero aprovechando un descuido de su progenitor, Kazuya arroja a su padre contra los Jack-4 y escapa volando del templo-fortaleza. Uno de los Jack-4 se inmola frente a Heihachi, causando la destrucción de Hon-Maru y que todos den al líder de la Mishima Zaibatsu por muerto. 
Kazuya sabe que la Corporación G lo ha traicionado, pero no tiene tiempo para planear su venganza, pues poco después oye que se convoca un nuevo Torneo del Rey del Puño de Hierro. Durante la consecución del torneo, Kazuya se enfrenta a Raven, un misterioso ninja que observó la destrucción de Hon-Maru y la «muerte» de Heihachi. Kazuya derrota a Raven y lo interroga, averiguando que Jinpachi Mishima, su «difunto» abuelo, está detrás del torneo. Poca información más proporciona el juego, aparte de mostrarse que Kazuya guardaba gran cariño hacia él, incluso puede que Kazuya nunca llegara a participar directamente en el torneo.

### Tekken 6/Tekken 6: Bloodline Rebellion
Decidido a tomarse venganza de aquellos que lo traicionaron en la Corporación G, Kazuya elimina a todos los altos ejecutivos y se hace con el control total de la compañía. Por entonces, la [[Mishima Zaibatsu{{ (dirigida por Jin Kazama, que había salido vencedor del anterior torneo) estaba lanzando una invasión a escala global. Kazuya y su Corporación G emergieron como la principal fuerza que se oponía a [[Jin Kazama|Jin]{, lo que le hizo adquirir un estatus de héroe; tras nombrar a Bruce Irvin como comandante de sus fuerzas terrestres, y a Anna Williams como su guardaespaldas personal, Kazuya se lanzó a la guerra contra la Mishima Zaibatsu. Cabe aclarar que Kazuya no hizo esto por caridad, sino porque no deseaba que Jin se hiciera con un estatus que él consideraba como suyo. Kazuya pone precio a la cabeza de Jin, lo que resulta que este convoque el VI Torneo del Rey del Puño de Hierro, como forma de atraer a todos sus potenciales rivales.
Mientras se produce el torneo, Kazuya detecta un gran poder emergiendo de un desierto de localización no mencionada en la obra. Este poder era Azazel, una entidad maligna cuya existencia significa la mera destrucción del mundo que surgiría cuando dos fuerzas demoníacas (Kazuya y Jin) se enfrentaran. Kazuya pretendía tomar este poder para sí mismo, pero es detenido por Lars Alexandersson, líder de las fuerzas rebeldes de las Fuerzas Tekken que se oponían tanto a la Mishima Zaibatsu como a la Corporación G. Kazuya y Lars pelean, dándose cuenta Kazuya que Lars posee sangre Mishima; tras una pelea inconclusa, Kazuya se marcha, pero advirtiendo a su medio-hermano que el destino de los Mishima es pelear y destruirse entre ellos.

### Tekken 7
Kazuya sigue al mando de la Corporación G, sin embargo, tras la desaparición de Jin Kazama, se produce un giro dramático en los acontecimientos cuando Heihachi retorna para ponerse al mando de la Mishima Zaibatsu. Ahora que su padre ha regresado, el nuevo objetivo de Kazuya es recuperar el cuerpo de Jin.
Cierto día, Kazuya observa a su padre luchando contra un misterioso sujeto que responde al nombre de Akuma, el cual afirma que fue enviado por Kazumi Mishima, madre de Kazuya, para eliminar a este y a Heihachi. Kazuya descubre entonces que Kazumi fue asesinada por Heihachi cuando él era un niño. Akuma acude entonces a eliminar a Kazuya, momento que aprovecha Heihachi para revelar ante el mundo el Gen Diabólico que posee. Con la opinión pública en su contra, Kazuya destruye el satélite de la Mishima Zaibatsu, desatando una ola de destrucción.
Padre e hijo se encuentran finalmente en el interior de un volcán. Kazuya, lleno de ira contra Heihachi por haber matado a su madre, se enfrenta a él. La lucha es igualada, hasta que Kazuya revela su Gen Diabólico; Heihachi no se amedrenta y consigue derrotar a Kazuya. Parecía que el combate estaba finiquitado, hasta que Kazuya revela una segunda transformación, demostrando que puede llevar el Gen Diabólico hasta una fase más avanzada. Kazuya abruma a Heihachi con su poder, pero este sigue sin darse por vencido y consigue derribar a Kazuya. Concentrando toda la rabia que siente por su progenitor, Kazuya lanza un puñetazo al estómago de Heihachi, consiguiendo noquearlo. Kazuya carga entonces con el cuerpo inerte de su padre y lo arroja al cráter del volcán, mientras pronuncia las palabras que su padre le enseñó de niño: «Una pelea consiste en ser el último en quedar en pie. Nada más».
Tras la muerte de Heihachi, parece que Kazuya ha ganado la guerra contra la Mishima Zaibatsu y la dominación mundial está al alcance de su mano. Sin embargo, en algún lugar, Jin Kazama se prepara para acabar de una vez por todas con su padre.

### Otras apariciones
- Kazuya Mishima es el protagonista principal de la película animada de 1998 Tekken: The Motion Picture, una obra no canónica que interpreta de forma libre los acontecimientos de los videojuegos Tekken y Tekken 2, siendo doblado en el idioma japonés por Kazuhiro Yamaji, en inglés por Adam Dudley y en español por José Luis Mediavilla.[1] En este filme, Kazuya busca vengarse de su padre después de que este intentara asesinarlo; durante el Torneo del Rey del Puño de Hierro, Kazuya conoce a Jun Kazama, una policía de la que se terminará enamorando. La personalidad de Kazuya en esta obra destaca por poseer un lado más «humano», pues no parece estar poseído por el Gen Diabólico, sino que simplemente es mencionado como algo que yace en su interior. En el torneo de esta interpretación, Kazuya derrota a Baek Doo San, Michelle Chang, a un grupo de dinosaurios «Alex» y a Lee Chaolan, para acto seguido enfrentarse a su padre, a quien derrota, si bien Jun evita que lo arroje por un acantilado.

- Kazuya es uno de los personajes de la saga Tekken que aparece en el videojuego de Capcom Street Fighter X Tekken, un crossover de ambas franquicias, formando pareja con Nina Williams.

- En la película de 2010 Tekken, el personaje es interpretado por el actor Ian Anthony Dale, siendo representado como la mano derecha de Heihachi Mishima, cuya máxima aspiración es hacerse con el mando de la Mishima Zaibatsu, razón por la cual decide conspirar contra su progenitor y acabar con su hijo Jin Kazama.

- Kazuya es un personaje descargable en el videojuego Super Smash Bros. Ultimate.[11]

## Recepción
Kazuya Mishima es considerado uno de los tres personajes con mayor importancia dentro de la saga Tekken, junto a Heihachi Mishima y Jin Kazama. La revista japonesa Kotaku lo clasificó como «uno de los peores padres de los videojuegos», por su relación antagónica con su hijo Jin. El portal IGN calificó a Kazuya como «lo más cercano a un protagonista que tenemos en la saga Tekken».